# La grande avventura (film 1975)
La grande avventura è un film del 1975, diretto dal regista Stewart Raffill.

## Trama
Skip Robinson è un operaio edile che vive con la sua famiglia a Los Angeles, California. Preoccupato per la salute di sua figlia e il benessere della sua famiglia, inizia a disprezzare il suo lavoro e si stanca della vita di città. Decide quindi, a causa dello smog e la congestione della città, di trasferirsi con la famiglia nelle Montagne Rocciose. Dopo essersi trasferito con la moglie Pat e i due figli, Jenny di undici anni e Toby di sette, ed aver costruito con il loro aiuto la propria casetta di legno nei pressi di un grande lago, scopre che quell'ambiente non è poi così tranquillo come sembra.

Fin dall'inizio, la famiglia Robinson sembra adattarsi alla nuova vita nel posto canadese. Pochi giorni dopo aver terminato la costruzione della loro nuova casa, una mattina Toby e Skip vanno a caccia con il loro cane, Jack e riescono a catturare un gallo cedrone per la cena. Più tardi, mentre salgono lungo le pendici rocciose di una grande collina, Skip e suo figlio rimangono quasi intrappolati in una frana. Trovano poi una coppia di giovani cuccioli di orso grizzly che hanno perso la loro madre nella frana stessa. Presto i cuccioli sono adottati dalla famiglia Robinson e ribattezzati Trik e Trak ma Pat e Skip ricordano ai loro figli che prima o poi i cuccioli avrebbero dovuto essere rimessi in libertà quando saranno completamente cresciuti.

Dopo un po', la famiglia Robinson sembra lentamente adattarsi alla loro nuova vita in montagna. Oltre ai due giovani cuccioli di orso e il loro cane di famiglia, Skip e la sua famiglia fa anche amicizia con un procione che trovano dentro la cappa di una vecchia stufa presente all'inizio nella casa e lo chiamano Bandito. Un giorno Jenny e Toby stanno raccogliendo dei fiori e incontrano dei cuccioli di puma vicino alla loro tana. La famiglia durante la sua permanenza riceve numerose lettere e pacchetti da parte di amici. Pat riceve numerose lettere da sua madre e Jenny e Toby invece numerosi libri dalla loro scuola di Los Angeles.

Un giorno, mentre Skip pesca qualche trota dal torrente con Trik e Trak, un orso nero inizia a spaventarli. Jenny e Toby, che erano usciti per una passeggiata con il loro cane Jack, incontrano lo stesso orso che il loro papà ha visto giù al torrente. Mentre Toby si dirige verso casa per avvisare, Jenny trova Jack, che è riuscito a spaventare l'orso. Skip è informato da Toby di quanto accaduto e con il suo fucile inizia a cercare sua figlia.

Mentre cercano la strada verso la casetta, Jenny e Jack vengono attaccati da un branco di lupi che li insegue fino a un lago vicino e iniziano ad attaccare Jenny. Jack è in grado di tenere testa ai lupi ma Skip arriva appena in tempo. Nonostante questo incontro spaventoso Jenny si riprende rapidamente dallo shock di ciò che è accaduto torna a casa sana e salva.

Il giorno successivo, Skip e la sua famiglia incontrano un amichevole signore di montagna che si presenta come Boomer. Boomer li informa che era stato un amico di lunga data di un uomo di nome Jake che viveva nella stessa zona in cui i Robinson hanno costruito la loro casetta. Jake era stato incaricato di prendersi cura della fauna locale della zona, tra cui un grande orso nero di nome Sansone, che era lo stesso orso nero che Skip e la sua famiglia avevano incontrato un paio di volte prima. Boomer avverte anche la famiglia di tenere d'occhio un altro orso grizzly localmente noto per aver invaso le proprietà degli esseri umani che vivono in montagna. Boomer è poi costretto a lasciare la famiglia quando Trik e Trak accidentalmente spaventano il suo mulo Giosuè.
Un giorno, tornando da una passeggiata i Robinson scoprono che qualcuno è entrato nella loro casa e altri non è che il buon orso Sansone, che divora le loro scorte alimentari e con cui stringono una splendida amicizia.
Un giorno mentre Jenny e Pat raccolgono bacche, Jenny viene attaccata ferocemente dall'altro orso grizzly e viene miracolosamente salvata dalla madre. In seguito a quest'altro shock la bambina si ammala gravemente e Skip è costretto ad andare a cercare aiuto di persona essendo la radio rotta da Sansone. Intanto fuori scoppia una bufera di vento e questo fa risultare molto difficile la ricerca di aiuto. Intanto la casa viene assalita dal grizzly cattivo che cerca di entrare e attaccare Pat e i bambini; orso che però sarà attaccato proprio da Sansone e ucciso da Pat con un colpo di fucile. Intanto Skip riesce a trovare un medico che visiterà Jenny.
Infine Skip comunica alla famiglia che l'indomani sarebbero tornati alla loro vita di tutti i giorni, ma il desiderio forte dei figli di rimanere lì gli farà cambiare idea poco dopo.

## Sequel
- La grande avventura continua (1978), diretto da Frank Zuniga
- Mountain Family Robinson  (1979), diretto da Jack Couffer